# Azilien

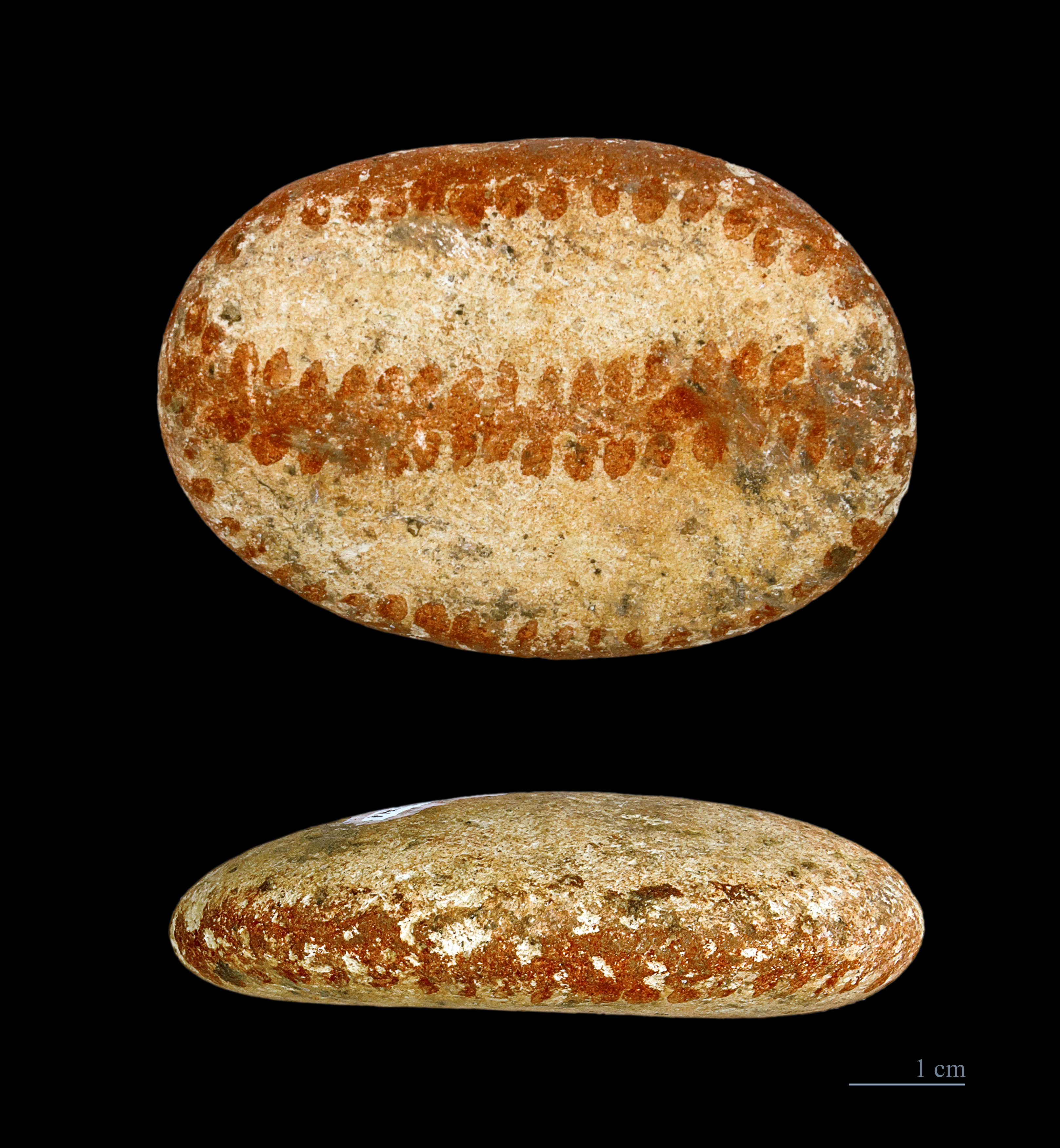
Målade kiselstenar, Museum de Foulouse

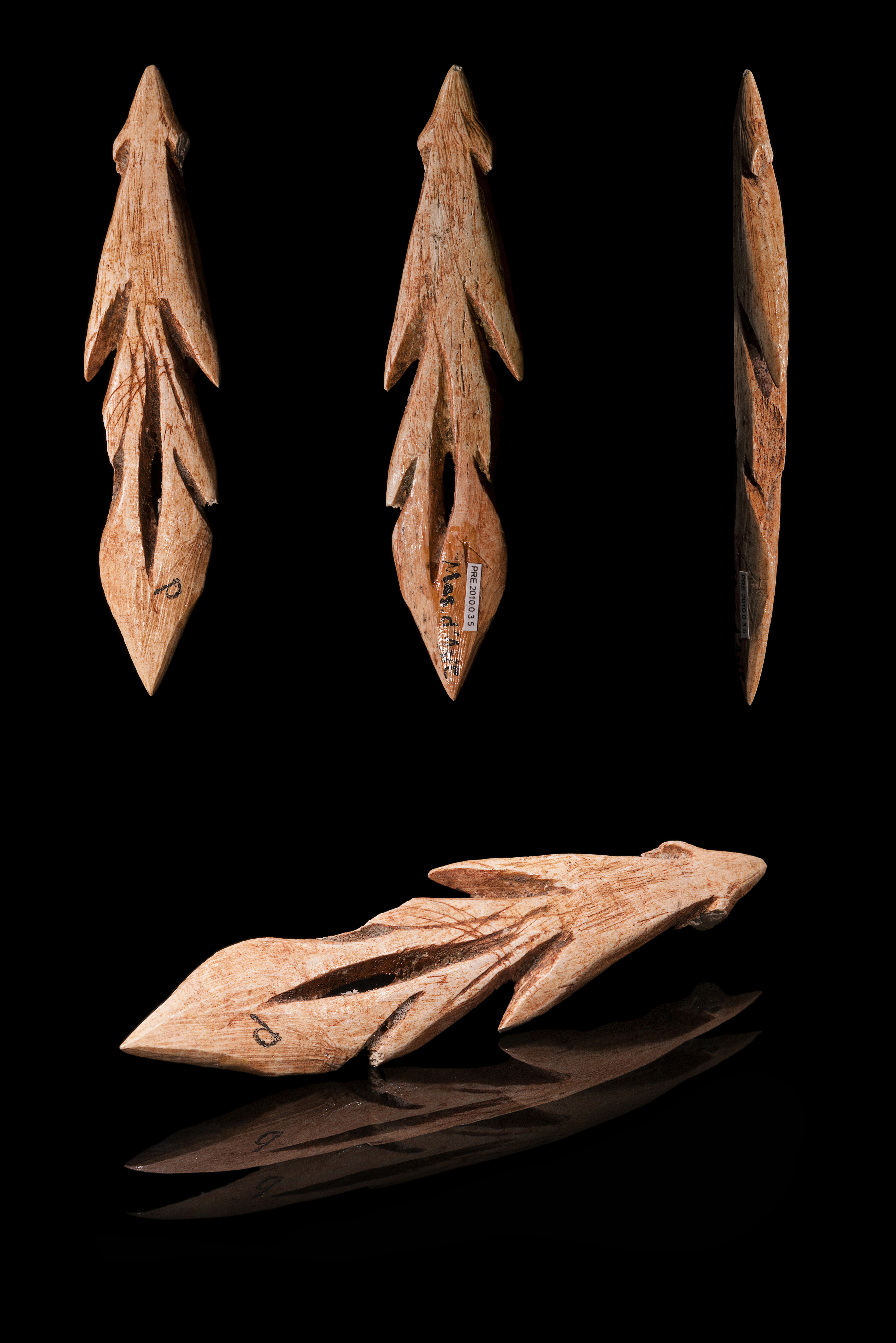
Harpuner, Museum de Toulouse

Azilien är en kulturperiod i Västeuropa vid slutet av äldre stenåldern, känd bland annat för sina små dekorerade kiselstenar och för harpuner tillverkade av hjorthorn. Den har fått sitt namn efter fyndorten Mas d'Azil-grottan i de fransk Pyrenéerna.
Perioden dateras av arkeologer troligen till epoken Allerödtiden för omkring 10 000 år sedan och följde magdalénienkulturen. Man tror även att azilien utgör den senare delen av magdalénien då klimatförändringar medfört förändringar i människornas liv i området. 
Effekterna av smältande inlandsisar skulle ha försämrat livsmedelsförsörjningen och utarmat det tidigare välmående magdaléniensamhället. Som ett resultat av detta var aziliens verktyg och konst grövre och mindre expansiva än hos sina föregångare under istiden.
Diagnostiska artefakter från kulturen omfattar azilienska punkter (mikroliter med rundade retuscherade baksidor), råa platta benharpuner och stenar med abstrakt dekor. Jämfört med den sena magdalénien ökade antalet mikroliter.
Azilien samexisterade med liknande tidigmesolitiska europeiska kulturer, såsom tjongerien i norra och swiderien i nordöstra Europa, sauveterrienkulturen och dess efterträdare tardenoisienkulturen i delar av Frankrike, Belgien, Bayern och Schweiz, samt maglemosekulturen i Danmark och östra Storbritannien.
I slutet av kulturen mottog azilienkulturen starka influenser från angränsande tardenoisien, vilket återspeglades av ökat antal geometriska mikroliter fram till ankomsten av den neolitiska tiden, som i de västligare områdena började mycket sent, nästan ända fram i kopparåldern.

## Södra iberiska halvön
En kultur mycket lik azilien spred sig även i de södra delarna av Spanien och Portugal. Eftersom den saknar produkter av ben, kallas den speciellt för den iberiska mikrolaminära mikrolitismen. Den ersattes av den så kallade geometriska mikrotismen, relaterad till tardenoisiensk kultur.